# Prix Colette
Le prix Colette est un prix littéraire, créé en 1989 à l'initiative de Geneviève Armleder, belle-sœur de John M. Armleder et doté par la fondation du même nom d'une somme de 140 000 FF. Anne de Jouvenel, héritière de Colette figurait parmi les membres du Jury. En 1993, les héritiers de Colette ont contesté la décision d’attribuer le prix à Salman Rushdie et ont retiré l’autorisation d’utiliser le nom de l’écrivain. Le prix Colette est alors devenu le prix Liberté littéraire,,.

## Liste des lauréats
- 1989 : La Corruption du siècle, François Sureau[6]
- 1990 : À l'ami qui ne m'a pas sauvé la vie, Hervé Guibert[7]
- 1991 : La Nuit des masques, Marc Lambron[8]
- 1992 : L'Attrapeur d'ombres, Yves Berger[9]
- 1993 : Les Versets sataniques, Salman Rushdie[10]